# 신문용지

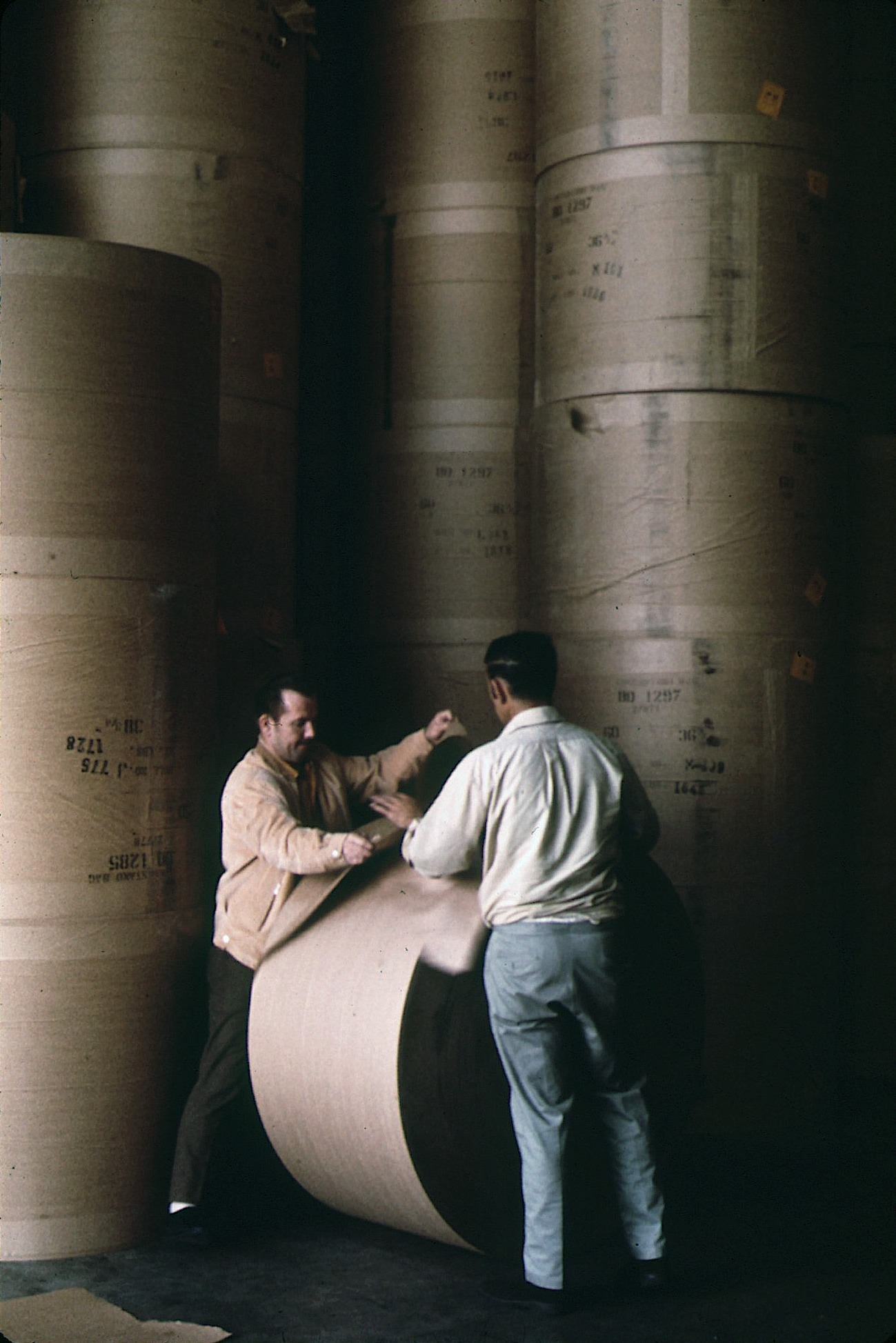
신문용지

신문용지(新聞用紙) 또는 신문지(新聞紙)는 신문을 만들 때 사용하는 연회색의 값싼 종이이다. 신문 인쇄에 쓰는 것은 롤로 되어 있고, 일상생활에 쓸 수 있도록 A4 등 표준 규격으로 잘라놓은 것도 있다. 뒤엣것을 보통 갱지(更紙)라고 부르는데, 재활용 펄프가 많이 포함되어 있어 다시 쓰는 종이라는 뜻에서 왔다.

## 특징
화학 펄프가 40% 미만이다.
표면에 코팅을 하지 않은 비도공지(非塗工紙)에 속한다. 비도공지 중 하급 인쇄용지(C, D급)를 신문용지로 쓴다. 고속 인쇄시 잉크 흡수가 빠른 것이 특징이다.

## 내부 링크
- 신문
- 인쇄